# Starfuckers, Inc.
«Starfuckers, Inc.» (в буквальном переводе с англ. — «Корпорация „Звездотрахи“») — песня американской индастриал-рок-группы Nine Inch Nails, четвёртый сингл с их третьего студийного альбома The Fragile. Хотя этот релиз не попал в официальную хронологию NIN — Halo и не распространялся на коммерческой основе, для радиостанций был издан отредактированный вариант в формате промосингла под названием «Starsuckers, Inc». Для песни был снят видеоклип.

## О песне
Песня была написана Трентом Резнором и Чарли Клоузером, и является одной из самых «тяжелых» композиций на The Fragile. Припев построен вокруг металлических гитарных «запилов» и кричащих хором голосов. Мелодия куплета содержит: брейкбит, глубокие басовые слэпы и искажённый, заикающийся вокал. В конце песни звучит больше синтезаторов и звуковых эффектов.
«Starfuckers, Inc.» — песня о тщеславии и мелочной коммерциализации популярности. Лирика песни ссылается на композицию «You’re So Vain» Карли Саймон, которая, в свою очередь, была одой самовлюбленному любовнику певицы. В бридже цитируется строчка из песни Саймон:
«Ты такой тщеславный, что наверное думаешь, что эта песня о тебе… Так ведь?»
Эта строчка была изменена для видеоклипа «Starsuckers, Inc» на:
«Ты перестарался, и скоро сделаешь так, что мы забудем о тебе… Не так ли?»
Помимо Мэрилина Мэнсона, лирику песни часто связывают с певицей Кортни Лав. Возможно, слово «Starfucker» было позаимствовано у песни The Rolling Stones «Star Star» (оригинальное название «Starfucker»), которое была выпущена на их альбоме Goats Head Soup (1973); более вероятный вариант — из композиции «Professional Widow» Тори Эймос (по слухам, она тоже была вдохновлена вдовой Кобейна), с которой у Резнора были близкие отношения, до того как случилось «некое негативное вмешательство со стороны Кортни Лав». Видеоверсия «Starfuckers, Inc» была переименована на «Starsuckers, Inc».
«Starfuckers, Inc.» была номинирована на премию «Грэмми» в категории «Лучшее метал-исполнение», но проиграла песне «Iron Man» группы Black Sabbath.

## Видеоклип

Трент Резнор и Мэрилин Мэнсон в финальной сцене видеоклипа.

Сюжет видеоклипа, поставленного Робертом Хейлзом и Мэрилином Мэнсоном сосредоточен на теме поднятой в песне, хотя и в несколько абсурдной, чёрнушной интерпретации. Под покровом темноты, Резнор и пара группиз едут в лимузине на карнавал (в стилистике американских фрик-шоу). Одна из девушек снимает выходки музыканта на камеру: Резнор кривляется, бросает шары в изображения различных музыкантов (на манер карнавальных игрищ). В прямом и переносном смысле, тема «уничтожения/разрыва образа» повторяется на протяжении всего видеоклипа. Изображения некоторых музыкантов, присутствующих в этом видео, ссылаются на скандальное интервью Резнора журналу Spin за апрель 1997 года. «В отличие от многих музыкантов, Резнор знает себе цену и место среди звёзд эстрады. Он постоянно сравнивает себя с другими музыкантами, прямодушно заявляя, что он „не может писать песни тысячами, как это делает Билли Корган“, что он „не карьерист, в отличие от Мэрилина Мэнсона“, что он „не собирается петь о [своём] большом члене, как Дэвид Ли Рот“». Изображения Коргана, Мэнсона, и Ли Рота, среди прочего, появляются в этом видео.
Первая группа портретов — изображены на двенадцати фарфоровых тарелках — кажется, что эти музыканты не связаны между собой, но Резнор использует эти портреты для высмеивания их «заслуг». Список этих музыкантов колеблется от протеже Резнора, шок-рокера Мэрилина Мэнсона (с котором он активно враждовал какое-то время), до гонзо-рок иконы Дэвида Ли Рота, от «крёстного отца» «альтернативы» Майкла Стайпа из R.E.M. и супер-звезды кантри Гарта Брукса, до «артистов-однодневок» Марк Макграта из Sugar Ray и Фреда Дёрста из Limp Bizkit, от одержимым своей внешностью поп-див Мэрайи Кэри, Шер и Уитни Хьюстон до помешанных на прибыли рок-звёзд Джина Симмонса и Пола Стэнли из группы KISS — Резнор высмеивает их всех.
После уничтожения тарелок с Мэнсоном, Стайпом, Дёртсом, Макгратом и Кэри, Резнор бросает несколько компакт-дисков в грязный унитаз (в том числе: Mechanical Animals и Smells Like Children Мэнсона, и собственную пластинку The Downward Spiral). Затем музыкант находит себе новое развлечение: он бросает мячи в гипсовые бюсты: Билли Коргана и — внезапно — самого себя, таким образом отчасти признаваясь, что он тоже стал жертвой сопоставимых эго-маний и стереотипов, которые приходят с популярностью. Наиболее язвительный момент видео — демонстрация двойника Кортни Лав (страдающего от ожирения и алкоголизма), сидящей в баке для замачивания белья с надписью «Мусор»; Резнор развлекается, макая её туда. Видео заканчивается сценой, когда Резнор садится обратно в автомобиль, блондинка — одна из группиз — снимает с себя парик, раскрывая себя как Мэрилина Мэнсона.
Фанаты посчитали, что появление в клипе Мэнсона — знак того, что Резнор и Мэнсон возобновили дружеские отношения. Один раз, Мэнсон исполнил «Starfuckers, Inc.» с Nine Inch Nails на концерте; запись этого выступления появляется на DVD And All That Could Have Been в качестве «пасхалки».

## Списки композиций
| №  | Название                                         | Ремикширование | Длительность |
| -- | ------------------------------------------------ | -------------- | ------------ |
| 1. | «Starfuckers, Inc.» (альбомная версия)           |                | 5:00         |
| 2. | «The Day the World Went Away» (Porter Ricks Mix) | Томас Кёнер    | 7:02         |

| №  | Название                          | Длительность |
| -- | --------------------------------- | ------------ |
| 1. | «Starsuckers, Inc.»               | 4:13         |
| 2. | «Starfuckers, Inc.»               | 4:06         |
| 3. | «Starsuckers, Inc.» (видеоверсия) | 4:18         |

| №  | Название                                             | Длительность |
| -- | ---------------------------------------------------- | ------------ |
| 1. | «Starsuckers, Inc.» (зацензуренная альбомная версия) | 5:01         |

## Участники записи
- Трент Резнор — вокал, гитара, синтезаторы, программирование, продюсер
- Чарли Клоузер — программирование, синтезаторы
- Buddha Boys Choir — хор
- Том Бэйкер — мастеринг
- Алан Молдер — продюсер, звукоинженер, сведе́ние
- Дэйв Огилви — звукоинженер
- Брайан Поллак[англ.] — звукоинженер

## Позиции в чартах
| Чарт (1999)            | Высшая позиция |
| ---------------------- | -------------- |
| Hot Modern Rock Tracks | 39             |

## Номинации
| Год  | Премия                         | Категория                          | Результат |
| ---- | ------------------------------ | ---------------------------------- | --------- |
| 2000 | «Грэмми»                       | «Лучшее метал-исполнение»          | Номинация |
| 2000 | «Billboard Music Video Awards» | «Лучший современный рок-клип года» | Номинация |